# تل الريش

## تلُّ اَلرِّيش[1]
تلُّ اَلرِّيش كَانت حيا عربيّا في يافا من اَلشَّرق إِلى حيّ أَبو كبيرٍ . وفقا لإِحدى اَلْقصصِ ، حصل اَلتَّلُّ عَلَى اسمه ، اَلَّذي يعني " تلَّ اَلرِّيش " ، في عام 1775 ، عندما قام ضابط مصريٌّ بالتَّمَرُّد على اَلْأَتراك وقتل سكَّان يافا وجمع رؤُوسهم في هذا المكان.

## معركة الِاستقلَال[1]
1 ) اَلْمعركة اَلْأولَى : في بداية معركة اَلاستقلال في إِسرائِيل ، شهدت منطقة تلِّ أَبيب ومحيطها هجمات عربيَّة حيث تمَّ تحصِين تلِّ اَلرِّيش واسْتخدامها كنقطة هجوم علَى اَلْمستوطنات اَلْيهوديَّة اَلْمجاورة. كانت اَلْحركة بين تلِّ أبيب والْقدس والْمستوطنات اَلْجنوبيَّة تتعَرَّض للهجمات المستمِرَّة ، ممَّا دفع إِلى اتِّخاذ طرق بديلة مثل الطَّريق الأمنيِّ . هذه اَلحملات العسكريَّة أَسفرت عن سقوط عدد من اَلضَّحايا من اَلْجانبين ، واستمرَّت حتَّى اِحتلَال المنطقَة في عملِيَّة عسكريَّة أخرى.
2)اَلْمَعْرَكَة اَلثَّانِيَةِ : خِلَالَ عَمَلِيَّةٍ " حَمِيتَسْ " ، شَنَّتْ اَلْقُوَّاتُ اَلْإِسْرَائِيلِيَّةُ هُجُومًا عَلَى تَلِّ أَرِيشْ ، بِتَوْجِيهَاتٍ مِنْ اَللِّوَاءِ " جَبَاوِي " . تَأَخَّرَتْ اَلْمُغَادَرَةُ بِسَبَبِ ثُغْرَةٍ فِي اَلسِّيَاجِ ، مِمَّا سَمَحَ لِلْعَرَبِ بِالتَّحْضِيرِ لِلدِّفَاعِ . لَمْ تَصِلْ اَلْإِخْطَارَاتُ بِالتَّأْخِيرِ لِلْقُوَّاتِ اَلْمُهَاجِمَةِ ، فَفَقَدُوا مُفَاجَأَةَ اَلْهُجُومِ . بَدَأَ اَلْهُجُومُ فِي اَلسَّاعَةِ 02 : 00  وَتَمَّ اَلِاسْتِيلَاءُ عَلَى اَلتَّلِّ بِسُهُولَةٍ . خِلَالَ اَلْقِتَالِ ، تَعَرَّضَتْ اَلْقُوَّاتُ اَلْإِسْرَائِيلِيَّةُ لِخَسَائِرَ كَبِيرَةٍ ، وَانْسَحَبَتْ بِاتِّجَاهِ مِيكْفِيَّهْ إِسْرَائِيلُ . اَلْعَمَلِيَّةُ أَدَّتْ إِلَى سَيْطَرَةِ اَلْعَرَبِ عَلَى اَلْمِنْطَقَةِ حَتَّى سُقُوطِ يَافَا فِي وَقْتٍ لَاحِقٍ . اَلْمِنْطَقَةُ فِي عَمَلِيَّةٍ عَسْكَرِيَّةٍ أُخْرَى.

## بَعْدٌ مَعْرَكَةِ اَلِاسْتِقْلَالِ[1]
تَلُّ اَلرِّيشِ : قَرْيَةٌ حَافَظَتْ عَلَى بُنْيَانِهَا اَلْأَصْلِيِّ لِفَتْرَةٍ طَوِيلَةٍ بَعْدَ اَلِاحْتِلَالِ . اِسْتَخْدَمَتْ اَلْبُيُوتُ كَمُعَسْكَرٍ عَسْكَرِيٍّ وَسَكَنَ لِلْمُهَاجِرِينَ اَلْجُدُدِ بَعْدَ اَلْحَرْبِ . كَانَ هُنَاكَ مَبْنَى كَبِيرٌ كَانَ مُؤَسَّسَةً لِلشَّبَابِ اَلدِّينِيَّةِ ، وَأَغْلَقَتْ فِي عَامِ 1952 . فِي اَلْجَنُوبِ مِنْ اَلْقَرْيَةِ ، أُنْشِئَ اَلْحَيُّ اَلْيَهُودِيُّ تَلُّ جِيبُورِيمْ ، وَأُقِيمَتْ مَدْرَسَةُ " اَلْمُدَافِعِ " فِي مَكَانِ مَقْبَرَةِ مُسْلِمِي تَاسُو . فِي عَامِ 2012 ، أَعْلَنَتْ بَلَدِيَّةً حُولُونْ اَلْمُجَمَّعُ بَيْتَ هَبْعِيرْ كَمَوْقِعِ ذُو أَهَمِّيَّةٍ تَارِيخِيَّةٍ ..